# Peja Stojaković
Predrag „Peja“ Stojaković (srbskou cyrilicí: Предраг Стојаковић; * 9. června 1977 Požega) je bývalý srbský basketbalista narozený v Chorvatsku. V současnosti je sportovním funkcionářem v klubu Sacramento Kings. S reprezentací Jugoslávie se stal v roce 2002 mistrem světa a rok předtím i mistrem Evropy, přičemž na tomto turnaji byl nejužitečnějším hráčem. Krom toho má z mistrovství Evropy bronz z roku 1999. Významných úspěchů dosáhl i na klubové úrovni, když s klubem Dallas Mavericks vyhrál v roce 2011 americkou ligu NBA. Dostalo se mu i individuálních ocenění, v roce 2001 byl vyhlášen evropským basketbalistou roku (v anketě Euroscar, již organizuje italský deník La Gazzetta dello Sport), v konkurenční anketě Mr. Europa zvítězil dokonce dvakrát, v letech 2001 a 2002. Třikrát byl vybrán do NBA All-Star Game (2002, 2003, 2004). V sezóně 2004 kraloval v NBA tabulce trojkařů, na tříbodové koše byl specialistou. V NBA působil v letech 1998–2011, hrál v klubech Sacramento Kings (1998–2006), Indiana Pacers (2006), New Orleans Pelicans (2006–2010), Toronto Raptors (2010–2011) a Dallas Mavericks (2011). Předtím působil dlouho v Řecku, hrál za PAOK Soluň (1993–1998), dokonce tehdy přijal řecké občanství, absolvoval povinný výcvik v řecké armádě a naučil se řecky. Také se v Řecku oženil, vzal si řeckou modelku Aleku Kamilu a po skončení hráčské kariéry v něm žil. Přesto reprezentoval rodné Srbsko, kde jinak působil jen krátce na začátku kariéry, když jednu sezónu hrál za Crvenu Zvezdu Bělehrad (1992–1993).